# Przedrzeźniacz północny
Przedrzeźniacz północny (Mimus polyglottos) – gatunek średniej wielkości ptaka z rodziny przedrzeźniaczy (Mimidae). Jest to jedyny pospolity przedstawiciel przedrzeźniaczy w Ameryce Północnej.

## Zasięg występowania
Przedrzeźniacz północny gniazduje w południowo-wschodniej Kanadzie, Stanach Zjednoczonych, północnym Meksyku, na Wyspach Bahama, Kajmanach oraz Wielkich Antylach. Dalej na południe zastępuje go jego bliski krewniak – przedrzeźniacz siwy (Mimus gilvus).
W roku 1893 przedrzeźniacza północnego osiedlono na Bermudach, ale w ciągu 25 lat cała populacja wyginęła.

## Systematyka
Wyróżniono dwa podgatunki M. polyglottos:
- Mimus polyglottos polyglottos – południowa Kanada przez USA do południowego Meksyku.
- Mimus polyglottos orpheus	– Bahamy do Wielkich Antyli, Kajmany i Wyspy Dziewicze.

Ostatnie badania dowiodły, że zagrożony przedrzeźniacz płowy (Mimus graysoni) jest również blisko spokrewniony z przedrzeźniaczem północnym.

## Morfologia
Długość ciała 21–26 cm, rozpiętość skrzydeł 31–35 cm. Masa ciała 45–58 g.

## Środowisko
Pierwotnie przedrzeźniacz północny występował w krzewiastych i zalesionych dolinach. Dziś można go spotkać też w parkach miejskich i ogrodach. Tutaj znajduje się wszystko, czego potrzebuje do życia: otwarte tereny, na których szuka pożywienia, wysokie drzewa, na których przesiaduje i śpiewa oraz gęste zarośla na odpoczynek, sen i budowę gniazda. Bliskość ludzi raczej mu nie przeszkadza.

## Rozmnażanie

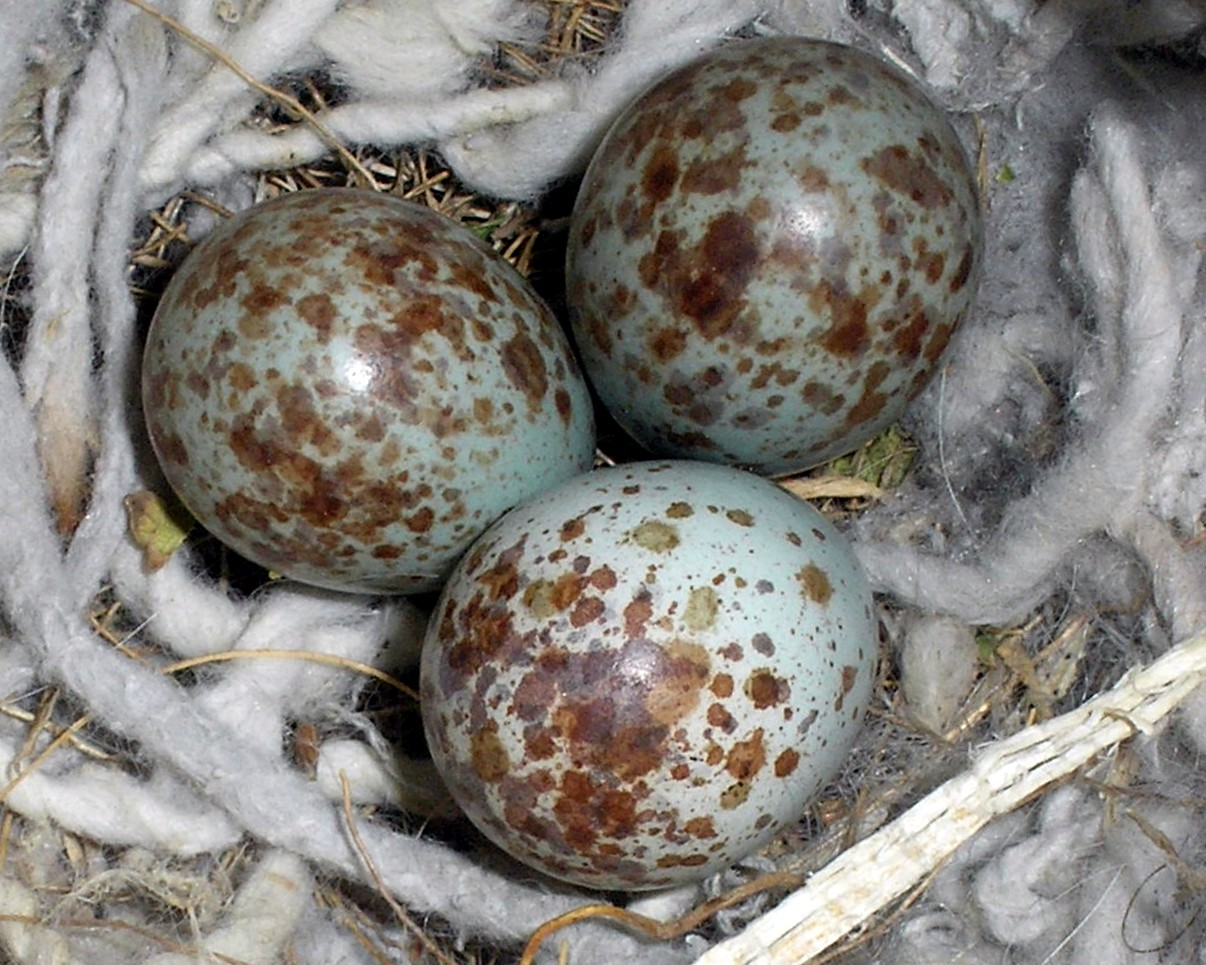
Jaja w gnieździe

Pora lęgowa zaczyna się wczesną wiosną. Przedrzeźniacz północny tworzy dość stałe związki – jedna para zazwyczaj gniazduje wspólnie przez kilka lat. Pora ta jest dla ptaków okresem zwiększonej aktywności. Po krótkich tokach, przy których przedrzeźniacze prezentują białe plamy na skrzydłach i umiejętności lotnicze, następuje parzenie. Gniazdo przedrzeźniacza znajduje się zazwyczaj w gęstym krzewie na wysokości ok. 1 m nad ziemią. Budują je oboje partnerzy. W ciągu 2–3 dni przygotowują gniazdo z gałęzi, splecione trawą i młodymi pędami i wysłane miękkim materiałem. Samiczka znosi 3–6 jaj, które przez większość czasu wysiaduje sama, a samiec czasem ją zastępuje, kiedy partnerka odlatuje, by znaleźć pożywienie. Pisklęta wykluwają się po 9–12 dniach. Oboje rodzice karmią je przez ok. 2 tygodnie, potem ptaki same mogą się już o siebie zatroszczyć. Odchowanie jednej grupy piskląt trwa zatem ok. miesiąca, co oznacza, że para przedrzeźniaczy może w ciągu roku gniazdować kilkakrotnie.

## Pożywienie
Przedrzeźniacz północny ma bardzo bogaty jadłospis. Na ziemi szuka głównie owadów, ale nie gardzi też ślimakami, pająkami lub małymi gadami. Kiedy szybko porusza ogonem lub gwałtownie macha skrzydłami oznacza to, że próbuje wypłoszyć schowane owady. Dużą część jego jadłospisu stanowią owoce leśne, ale lubi też winogrona i pomarańcze. Dlatego właściciele winnic i sadów nie lubią go i często przeganiają.

## Obrona
Przedrzeźniacz północny broni swego terytorium głównie śpiewem. Śpiewa przez cały rok, nie tylko w porze gniazdowania, jak wiele innych ptaków. Kiedy pora lęgowa się skończy, partnerzy rozstają się i żyją na różnych terytoriach. Kiedy przedrzeźniacz ujrzy intruza, przyjmuje specjalną pozę: unosi pióra ogonowe, rozpościera je jak wachlarz i wydaje przenikliwe, ostrzegawcze tony. Broniąc swego terytorium, poczyna sobie bardzo odważnie i potrafi się przeciwstawiać silniejszym intruzom. Niekiedy atakuje nawet koty i psy.

## Śpiew
Śpiew przedrzeźniacza północnego składa się ze zmiennych lub wciąż powtarzających się melodii. Ulubione pasaże powtarzane są czasami tak długo, aż znudzą się ptakowi, dlatego na zawsze wyrzuca je ze swego repertuaru. Samce śpiewają o każdej porze – w dzień i w nocy. Śpiew przedrzeźniacza północnego zawiera, obok własnych melodii, także przejęte dźwięki, zazwyczaj odgłosy innych ptaków, najczęściej z najbliższego sąsiedztwa, które potrafi naśladować po mistrzowsku. Obca pieśń, przejęta do repertuaru przedrzeźniacza brzmi identycznie jak wykonanie pierwotne.

## Status
IUCN uznaje przedrzeźniacza północnego za gatunek najmniejszej troski (LC, Least Concern) nieprzerwanie od 1988 (stan w 2020). Organizacja Partners in Flight szacuje liczebność populacji na 32 miliony dorosłych osobników. Trend liczebności populacji uznawany jest za stabilny.